# La regina Margot (romanzo)
La regina Margot (La Reine Margot) è un romanzo dello scrittore francese Alexandre Dumas (padre) con la collaborazione di Auguste Maquet nel 1845 e pubblicato originariamente come romanzo d'appendice a puntate sul giornale La Presse.
La prima edizione italiana (del 1861) venne intitolata La regina Margot, ossia La notte di S. Bartolomeo in Francia.
Il romanzo ha contribuito a rinforzare la leggenda nera di Caterina de' Medici e la reputazione scandalosa di sua figlia  Margherita di Valois, che proprio grazie a questo romanzo verrà ricordata con il soprannome di "regina Margot".

## Trama

### Tomo I
(Pensiero di Margot durante la notte di san Bartolomeo.)
Lunedì 18 agosto 1572. Per ragioni di pacificazione religiosa, Margherita di Valois, sorella del re cattolico Carlo IX di Francia, viene data in moglie al capo degli ugonotti, Enrico re di Navarra. Migliaia di protestanti affluiscono a Parigi per l'occasione.
La notte stessa delle nozze Margherita, detta Margot (soprannome inventato dall’autore), riceve in camera il proprio amante duca di Guisa,  ma si presenta anche il marito. L'uomo, che teme un'imboscata dei molti nemici a corte (sua madre è già morta avvelenata dal profumiere della regina madre, Caterina de' Medici), chiede alla moglie di agire come alleati anche se fra di loro non c'è amore. Nel frattempo a corte va in scena un intrigo; il re, dopo avere professato la propria amicizia all'ammiraglio di Coligny, uno dei capi protestanti, convoca Maurevel, un assassino che già si è macchiato del sangue del proprio benefattore; gli fa capire che potrebbe essere graziato se riuscisse a eliminare l'ammiraglio. Così il giorno successivo Maurevel spara a Coligny, ferendolo.
Nell'immensa folla arrivata a Parigi per le nozze ci sono anche due nobili di provincia che diventano amici: il cattolico piemontese Annibal de Coconnas e il provenzale protestante Hyacynthe Lerac de La Mole, che alloggiano nella stessa locanda. Però la tragedia del destino li separerà. Infatti pochi giorni dopo il matrimonio reale, la notte del 24 agosto, passata alla storia come notte di san Bartolomeo, Parigi sprofonda nella violenza più cupa. Caterina e il duca di Guisa (capo del partito cattolico) vogliono approfittare dell'occasione per liberarsi dei capi protestanti, il re acconsente ma suggerisce una soluzione più definitiva, che in pratica è uno sterminio.
Le guardie reali e gli uomini dei nobili cattolici si scatenano in tutta Parigi dando la caccia agli ugonotti. Coligny viene trucidato, si dà la caccia agli “eretici” casa per casa; anche se la resistenza è furibonda il numero degli armati cattolici non permette dubbi. Uomini, donne e bambini vengono sgozzati o annegati, Anche Coconnas e La Mole si rivoltano uno contro l'altro, il primo ferisce e insegue il secondo che scappa sui tetti fino al Louvre, dove finisce negli appartamenti della regina Margherita. La donna impedisce che gli inseguitori lo portino via, e chiede alla propria domestica di curargli le ferite.
La strage continua anche il giorno successivo, con la partecipazione attiva della popolazione. Il re convoca il cognato Enrico, che è riuscito a sottrarsi alla strage, e gli chiede di convertirsi al cattolicesimo. La risposta è negativa. Margherita capisce che il suo matrimonio è stato usato come scusa per far scattare una trappola contro il partito protestante, che si stava rafforzando, e decide di salvare almeno il marito al quale ha promesso alleanza. Intanto La Mole è ancora ricoverato nella sua stanza.
La regina riesce ad avere un momento di confidenza con l'amica Henriette duchessa di Nevers, entrambe nascondono in casa due uomini: l'altro è Coconnas, ferito gravemente durante uno scontro con gli ugonotti.
Margherita riesce a respingere un tentativo della madre di convincerla a divorziare, dal momento che il marito non ha ancora consumato il matrimonio, però urge nascondere La Mole altrove. Margot ricorre al fratello minore, il duca d'Alençon che nutre per lei una passione al limite dell'incestuoso: infatti pur di allontanare La Mole da lei il fratello lo ospita nei propri appartamenti. La Mole ha fatto voto, se riusciva a scampare al massacro, di tornare alla religione della madre, il cattolicesimo. Anche Enrico di Navarra si è convertito, su preghiera della moglie, ma senza cerimonia pubblica.
La corte organizza un pellegrinaggio a cavallo fino al luogo fuori le mura dove è stata impiccato il cadavere dell'Ammiraglio Coligny, anche il neoconvertito Enrico è costretto a parteciparvi per non offrire il destro a Caterina. Dopo il macabro spettacolo, Coconnas (giunto al seguito del duca di Guisa) e La Mole (al seguito di d'Alençon) si scontrano all'arma bianca, rimanendo entrambi di nuovo gravemente feriti. Margot e Henriette, che di nascosto hanno assistito allo scontro, si incaricano di farli riportare in città. Ricoverati insieme nella stessa stanza, si riconciliano perché La Mole si prende cura dell'ex amico, più grave di lui. Coconnas gli giura amicizia eterna.
Entrambi gli amici si recano nella bottega del fiorentino René sul Pont Neuf per interrogarlo se sono ricambiati dalle donne che amano, e non sarà un caso se Henriette e Margot sopraggiungono. Ma tutti devono fuggire dal retro perché René aspetta la regina madre. Caterina arriva infatti per farsi leggere dal suo concittadino il futuro nelle viscere di due galline sacrificate. Il responso è sempre lo stesso: i suoi tre figli maschi moriranno uno dopo l'altro e Enrico di Navarra sarà re di Francia. Caterina vuole ripetere la divinazione con un cervello umano.
Accortosi che la regina madre gli ha sottratto una quantità di veleno, e intuendo l'uso che vuole farne, René si reca di notte al Louvre dove riesce a impedire che Charlotte de Sauve avveleni involontariamente il suo amante Enrico di Navarra; a lui René vaticina la profezia per la quale diventerà re di Francia. Per questa ragione quando l'ugonotto de Mouy riesce a introdursi al Louvre travestito, a rischio della vita, per comunicargli che c'è un'organizzazione pronta a farlo evadere e riparare in Navarra, Enrico rifiuta.
D'Alençon, che è il terzogenito di Caterina e quanto mai distante dal trono, si propone a Mouy come nuovo capo della fazione ugonotta. Mouy chiederà ai suoi capi e tornerà al Louvre con la risposta, vestendo lo sgargiante mantello di La Mole. Tornati a cena nella locanda dove alloggiavano un tempo, La Mole e Coconnas ricevono un misterioso invito galante, vengono bendati e introdotti separatamente in un edificio dove vivono una notte di passione con due misteriose dame anonime, ma non è necessario avere fantasia per capire che si tratta della regina Margherita e di Henriette.
La notte, al Louvre, Margherita intercetta Mouy credendo si tratti di La Mole; l'ugonotto viene messo faccia a faccia con Enrico di Navarra, che confessa di non avergli detto la verità perché sapeva di essere spiato dal duca d'Alençon, in realtà per lui nulla è cambiato. Margherita intanto racconta tutto a La Mole che giura di essere sempre dalla sua parte perché innamorato, e le chiede a sua volta di portare con sé la sua testa nel caso dovesse perderla per lei, come si sussurra che la regina faccia con il cuore degli innamorati.
Arriva al Louvre un messaggero con la notizia che Enrico duca d'Anjou, fratello minore del re, è stato scelto dai nobili come re di Polonia. L'elezione è stata ratificata dal Papa. Terrorizzata dalla profezia di René che vede una triplice morte nella famiglia reale, e temendo che Enrico di Navarra possa succedere ai suoi figli, Caterina ottiene dal re una lettre de cachet per farlo imprigionare senza processo alla Bastiglia; incaricando Maurevel dell'esecuzione, gli raccomanda di non avere scrupoli a ucciderlo se oppone resistenza.
Re Carlo e la corte partono per la caccia al cinghiale, durante la quale Enrico di Navarra rifiuta un tentativo di fuga che gli viene prospettato da amici. Il re, disarcionato e caduto, viene ferocemente attaccato dal cinghiale inferocito; suo fratello d'Alençon sbaglia stranamente il colpo d'archibugio malgrado sia un provetto tiratore, e solo l'intervento al coltello di Enrico di Navarra salva il sovrano da una ferita mortale.

### Tomo II
Per sdebitarsi dall'intervento di Enrico contro il cinghiale, il re lo tiene fuori dal Louvre la sera in cui Maurevel deve arrestarlo. Usciti di notte, i due incontrano Enrico di Guisa e il fratello del re (e futuro re di Polonia), tornato di nascosto dall'assedio di La Rochelle per sorprendere gli intrighi di Henriette de Nevers. La duchessa si è appartata con la regina Margherita e i due amanti in una casa anonima, ma quando vengono sorpresi dai quattro riescono a fuggire da una porta segreta.
Nel frattempo, penetrati nell'appartamento di Enrico di Navarra al Louvre per arrestarlo, Maurevel vi sorprende de Mouy che uccide due degli assalitori e lo ferisce alla gola. Tutti però hanno visto il suo mantello scarlatto e molti hanno interesse a dire che è stato La Mole a uccidere, per non compromettere i piani del re di Navarra. Tuttavia mentre si trova nella camera di Margherita, Enrico lo avverte di fuggire, così il giovane la Mole scampa a un agguato mortale.
Tuttavia, quando il ferito Maurevel sarà in grado di parlare si scoprirà che l'ugonotto de Mouy era nell'appartamento di Enrico, che finirà compromesso. La Mole fa da messaggero tra gli ugonotti e il convertito re di Navarra per farlo fuggire dal Louvre e dalla stretta sorveglianza. Re Carlo intanto ha fretta di inviare il fratello minore a regnare sulla Polonia perché sa che la madre Caterina preferirebbe vederlo sul trono al posto suo. Caterina vorrebbe invece ritardarne la partenza perché René ha divinato la morte del re nell'arco di un anno.
Caterina fa preparare dal fiorentino René un libro sull'arte della caccia con le pagine intrise di veleno, e lo fa recapitare nella stanza di Enrico; ma il re lo vede per primo e se ne impadronisce. Pochi giorni dopo ha i primi sintomi di avvelenamento.
I nobili ugonotti hanno preparato la fuga e l'espatrio di Enrico, di Margherita e del duca d'Alençon, che si è proposto come nuovo capo dei protestanti; ma quest'ultimo si tira indietro all'ultimo momento e denuncia il complotto. Molti nobili ugonotti vengono catturati, ma Enrico riesce a dimostrare la propria estraneità, come pure La Mole e Coconnas che sono tuttavia arrestati. Actéon, l'amato cane del re, muore avvelenato; Carlo si accorge che ha mangiato pagine del libro che lui stesso ha sfogliato; convoca René e gli fa confessare che il trattato di caccia è intriso di un tossico destinato al re di Navarra. Non esiste antidoto.
Enrico chiede esplicitamente al re di farlo rinchiudere, per fingere che sia caduto in disgrazia e evitare ulteriori attentati  alla propria vita; finisce al castello di Vincennes dove sono rinchiusi anche La Mole e Coconnas. Sapendosi avvelenato a morte, per salvare la famiglia re Carlo preferisce che la colpa non ricada sulla madre, e acconsente che La Mole venga accusato di stregoneria: infatti nelle sue stanze è stata ritrovata una statuina di cera trafitta da uno spillo, e malgrado René l'abbia preparata per far innamorare Margherita i giudici sostengono che si tratta di un sortilegio contro il re.
Margherita e Henriette preparano la fuga dei due uomini, ma La Mole non è in condizioni di reggersi in piedi perché è stato torturato e ha le gambe spezzate; invece di evadere, Coconnas accetta per amicizia la medesima sorte. I due vengono decapitati, il carnefice consegna la testa di La Mole alla regina Margherita che aveva promesso di serbarla con sé.
Sul letto di morte, re Carlo affida a Enrico di Navarra la reggenza, in attesa che suo fratello Enrico torni dalla Polonia; al tempo stesso scrive alla corte polacca perché gli impediscano di lasciare il paese. Secondo i suoi disegni, sarà suo cognato  a ereditare la corona di Francia, ma Caterina ha già fatto richiamare il figlio, che arriva a spron battuto proprio mentre il re esala l'ultimo respiro.
Enrico di Navarra è costretto a fuggire da Parigi; Enrico conte d'Anjou diventa re Enrico III di Francia. Un anno dopo, il re di Navarra ritorna nella capitale di Francia per incontrare clandestinamente la sua amante Charlotte de Sauve, Caterina viene a saperlo e gli tende un'imboscata durante la quale però Maurevel viene ucciso da Mouy. Enrico di Navarra riesce ancora una volta a fuggire, non prima però che il fiorentino René gli rinnovi la predizione secondo la quale un giorno sarà re di Francia.

## Fonti
Le fonti principali di cui disponevano Dumas ma soprattutto Auguste Maquet, per scrivere il romanzo su Margherita:
- Discours sur Marguerite de Valois, da La Vie des dames illustres (1590-1600), di Brantôme.[4]
- Les Mémoires de la Roine Margverite, pubblicate nel 1620 per poi essere ripubblicate a più riprese.
- Le Divorce Satyrique de la Reyne Marguerite (1663) riprese dalle Mémoires di Théodore Agrippa d'Aubigné
- La Reine Marguerite, Historiettes, Gédéon Tallemant des Réaux (1659)[5]